# Steve Scalise
Stephen "Steve" Joseph Scalise é um político e analista estado-unidense, que em 2008 passou a ocupar a representar o 1.º Distrito congressional da Luisiana na Câmara dos Representantes federal, ocupando a vaga de Bobby Jindal, que havia renunciado para concorrer, com sucesso, ao cargo de governador desse mesmo estado. Serviu como chief whip republicano na Câmara de 2014 a 2023.